# Tourterelle à double collier
Streptopelia bitorquata
Espèce
Statut de conservation UICN

 LC  : Préoccupation mineure
La Tourterelle à double collier (Streptopelia bitorquata) est une espèce de tourterelle originaire d'Asie du Sud-Est et des zones tropicales du Pacifique.